# Fiorenzo di Lorenzo

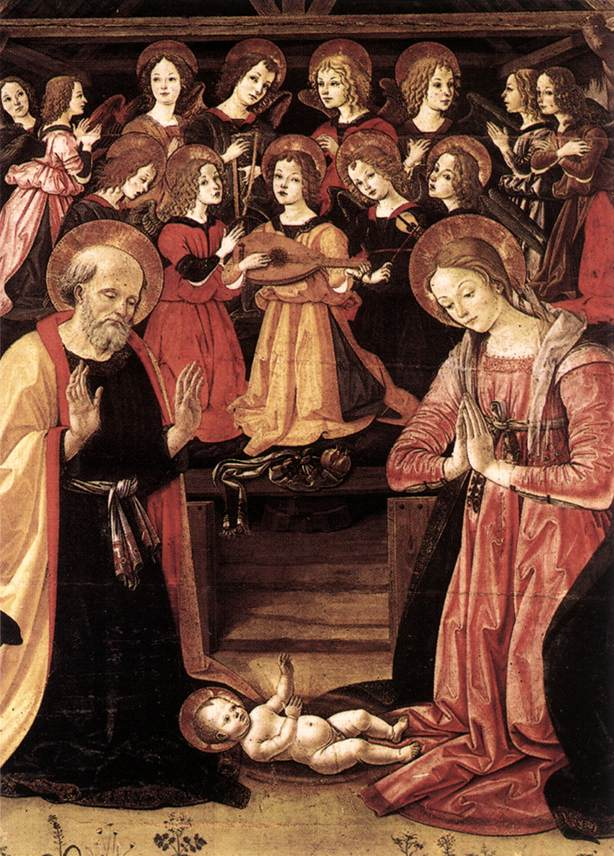
Gemälde von Fiorenzo di Lorenzo (um 1490); Galleria Nazionale dell’Umbria, Perugia

Fiorenzo di Lorenzo (* um 1440 in Perugia; † 1522 ebenda) war ein italienischer Maler. Er wird der Umbrischen Schule zugerechnet, ein im Perugia seiner Zeit typischen Malstil der italienischen Renaissance.

## Leben
Fiorenzo hatte in Perugia in Umbrien seine Werkstatt, obwohl man dort nur zwei von ihm signierte Gemälde fand. Fiorenzos reifer Stil ähnelt sehr dem von Antonio Pollaiuolo. Zahlreiche der Fiorenzo zugeschriebenen Werke stellen den Heiligen Sebastian dar. Sein Hauptwerk ist das Altarbild „Madonna und Kind mit Petrus und Paulus“ (1487). In Fiorenzos Spätwerk lässt sich der starke Einfluss Pietro Peruginos erkennen.